# Isabella de Valois
Isabella de Valois (9 noiembrie 1389 – 13 septembrie 1409) a fost prințesă a Franței, fiica regelui Carol al VI-lea și a Isabellei de Bavaria. A fost soția regelui Richard al II-lea al Angliei din 1396 până în 1400.

## Arbore genealogic
1. 1 2 3 4  Kindred Britain